# Пересмішник білочеревий
Пересмішник білочеревий (Melanotis hypoleucus) — вид горобцеподібних птахів родини пересмішникових (Mimidae).

## Поширення
Вид поширений у Мексиці у високогірних районах штату Чіапас, а також населяє помірні та холодні гірські райони на півдні Гватемали, в Сальвадорі та Гондурасі. Трапляється на висотах 1000-3000 метрів над рівнем моря.

## Опис
Птах завдовжки близько 25 см. Оперення верхньої частини тіла тьмяно-сірувато-блакитне, тоді як нижні частини (горло, груди, живіт) білі. Око червоне, оточене маскою з чорного пір'я, що простягається від основи дзьоба до основи шиї. Дзьоб темний і трохи вигнутий вниз.